# ドルーピーと水泳対決!
ドルーピーと水泳対決!（A Life Less Guarded）は、2007年11月3日に発表されたトムとジェリーテイルズの作品である。

## ストーリー
トムとドルーピーはライフセーバー選考試験に臨み、25ｍプールで真っ向勝負。泳法試験は最後まで両者互角の甲乙つけがたい勝負が続き、最後の試験として「アシスタント試験官が溺れたふりをし、トム・ドルーピーどちらが迅速な救助活動をするか」を判定。最終的にライフセーバー選考試験にはドルーピーが受かり、不合格のトムはプール掃除係をやらされた。

## 登場キャラクター
トム
ライフセーバーになるべくプールでドルーピーと真っ向勝負。途中ではドルーピーを陥れる様々な罠を仕掛けるも自滅の連続となる。最終試験では救助活動を怠けてピザを食べたことで「不正行為」とみなされ、これが仇となって自身はライフセーバー試験不合格。最後はプール掃除係をやらされた。
ジェリー
ライフセーバー試験に臨むドルーピーの後方支援役を務めた。
ドルーピー
小柄な体ながら抜群の運動神経を活かし、ライバルのトムが仕掛けた妨害をものともせずライフセーバー試験に臨み見事合格。最後は「ゴミの無いきれいなプールが一番安全なプールだ」との台詞を発した。
試験官
トム・ドルーピー両者が不正をしていないか判定。泳法試験は最後まで両者互角の甲乙つけがたい勝負が続いたため、最後の試験として「わざと溺れたふりをしてトム・ドルーピーどちらが迅速な救助活動をするか判定」する旨をアシスタントのミス・シープリーへ提案した。
アシスタント試験管「ミス・シープリー」
優れた計算能力の持ち主で、飛び込み試験では正確な得点を瞬時に割り出した。最後は自らプールに入って「溺れたふり」をするが、トムが救助活動を怠けてピザを食べていたことにウンザリ。最終的にドルーピーを合格としライフセーバーに選んだ。
2匹のサメ
障害物競走試験時にトムがプール内へ放ったが、最後はサメ同士が互いに抱き合ってしまう。

## 試験の競技種目
障害物競走
プール内に大小様々なゴミをわざと浮かべ、ゴミの障害を突破して規定時間内にゴールまで泳げるかを競う。
飛び込み
水しぶきが少ない選手が高得点となる。アシスタント試験管のミス・シープリーが抜群の計算能力を活かし正確な得点計算をした。
救助活動
泳法試験で両者互角の勝負が続いたことから、試験官の発案で実施。ミス・シープリーが自らプールへ入って「溺れたふり」をし、トム・ドルーピーどちらが迅速な救助活動をするか判定。結果ドルーピーを合格としライフセーバーに選んだ。